# Rossa
Rossa — производитель спортивных и гоночных автомобилей, основанный титулованным российским гонщиком Романом Русиновым в 2023 году. Название является акронимом от "Российские спортивные автомобили".

## История
Первая информация о Rossa появилась летом 2023 года, когда Роман Русинов зарегистрировал новый товарный знак. Презентация проекта и первого концепт-кара Rossa состоялась 15 ноября в Москве. Широкой публике концепт-кар был впервые продемонстрирован в рамках выставки «Россия» на ВДНХ в конце января 2024 года.
Представленная машина была собрана в России и с середины 2023 года проходит ходовые испытания и тесты. Автомобиль представляет собой среднемоторный заднеприводный суперкар, построенный вокруг углепластикового монокока. Машина может оснащаться двигателем V10 или V8. Двигатель работает с роботизированной трансмиссией, расчетная максимальная скорость составляет 380 км/ч, разгон до 100 км/ч должен занимать не более 3,2 секунды.
Дебют гоночного концепта состоялся на финальном этапе серии REC на автодроме Moscow Raceway в октябре 2024 года. Машину выставила на старт команда G-Drive Racing.
В ноябре 2024 года появились первые кадры гоночного автомобиля Rossa LM GT. Дебют состоялся на суточном марафоне в Дубае, который прошёл 11-12 января 2025 года. Экипаж составили создатель бренда Роман Русинов, а также Евгений Киреев, Харрисон Ньюи и Никита Мазепин. Заявленная французской командой Graff Racing машина оказалась быстрейшей в квалификации в классе GTX (Special GT) и, несмотря на поломку двигателя, смогла добраться до финиша в гонке.

## Rossa Concept
В основе автомобиля — карбоновый монокок гибридной конструкции. Такая конфигурация и материалы применяются в спортпрототипах, участвующих в международных автогонках в классах LMP2 и LMP1. Конструкция обеспечивает предельную жесткость на скручивание — более 120 тыс. Н·м/град. Элементы интерьера включены в силовую конструкцию, что гарантирует высокую степень защиты пассажиров. Сминаемые зоны безопасности спереди и сзади сделаны из алюминиевого сплава, а подрамники — из высокопрочной авиационной стали.
Двигатель V10 объемом 5,5 л и мощностью 650 л.с. работает в паре с 6-скоростной секвентальной коробкой передач. Благодаря этому Rossa разгоняется до 100 км/ч всего за 3,2 секунды.
Компактная и легкая коробка передач — настоящий гоночный инструмент. Переключение происходит при помощи подрулевых лепестков.
Подвеска с толкающими штангами (push-rod) — конструкция, заимствованная у машин Формулы 1. Обеспечивает исключительную стабильность автомобиля при интенсивных разгонах и торможениях, поддерживает оптимальное положение кузова относительно дорожного полотна.
Прижимная сила, создаваемая корпусом и аэродинамическими поверхностями на скорости свыше 300 км/ч, превышает собственный вес автомобиля. Скрытые аэродинамические элементы оптимизируют воздушный поток и уменьшают общее сопротивление. Дефлекторы по передним бокам монокока направляют воздух в радиаторы, находящиеся намного ниже них. Передний сплиттер — результат сотен часов работы в программах моделирования движения потоков газов. В ходе виртуальных расчетов его размеры уменьшены на 30%, а эффективность работы возросла на 40%. Нижняя часть выполнена из авиационной фанеры. Это решение заимствовано у "ле-мановских" спортпрототипов и машин Формулы-1. Для высокой эффективности работы радиаторов кузов оснащен большими воздухозаборниками по бокам и специальными каналами внутри. Они отводят тепло и охлаждают подкапотное пространство.
Заднее антикрыло способно генерировать свыше 800 кг прижимной силы. Это больше, чем вклад всего кузова у многих машин аналогичного класса. Стойки в форме «лебединой шеи» позаимствованы у спортпрототипов и оптимизируют потоки воздуха для увеличения прижимной силы. Вся конструкция сдвинута назад для повышения эффективности работы диффузора. Компоновка задней части кузова автомобиля подчинена решению двух ключевых задач — обеспечению охлаждения двигателя и созданию прижимной силы. Внутреннее пространство под внешними поверхностями и в колесных нишах спрофилировано для эффективного отвода воздуха от радиаторов охлаждения двигателя.
Сиденья в виде ложементов интегрированы в силовой каркас монокока и изготавливаются индивидуально под водителя. Пороги являются силовыми элементами монокока. Потолок обтянут алькантарой для уменьшения бликов. Система пожаротушения с форсунками особой формы позволяет при необходимости моментально заполнить салон пеной.

## Rossa LM GT
Rossa LM GT построена в соответствии с требованиями класса GT2/GT3. При разработке машины были изначально учтены требования класса, поэтому Rossa LM GT обходится без расширителей и лишних аэродинамических элементов: ее ширина и так составляет максимальные для класса два метра.
Конструкция Rossa LM GT разработана таким образом, чтобы машину можно было легко адаптировать под использование различных двигателей: как атмосферных, так и турбированных. Первые построенные экземпляры оснащены атмосферным V10 объемом 5,2 литра. Машина адаптирована также под установку моторов V6 и V8.
Карбоновый монокок Rossa LM GT сделан по принципу "ле-мановских" прототипов. Это обеспечивает высокий уровень безопасности и снижение веса, а также придает жесткость всему шасси. Оттуда же, из мира прототипов, пришли карбоновые крэш-боксы, расположенные спереди и сзади.
Топливный бак машины находится внутри шасси за пилотом, что тоже работает на безопасность: во время аварии не будет риска воспламенения автомобиля. У машины очень толстые карбоновые двери, которые заполнены пеной для защиты от боковых ударов. Даже крепление дверных петель изготовили из карбона также из соображений безопасности.
Корпус Rossa LM GT генерирует более 1250 килограмм прижимной силы на скорости 300 км/час.
На Rossa LM GT установлены дополнительные задние боковые радиаторы. Для их эффективной работы было крайне важно не допускать попадания "грязного" возмущённого воздуха от переднего колеса в каналы радиаторов.
Двухрычажная подвеска с горизонтальными амортизаторами спереди и сзади. Использование третьего элемента спереди и сзади, который играет роль стабилизатора поперечной устойчивости, предотвращает клевки и гарантирует стабильность автомобиля по мере роста прижимной силы.